# 모에화

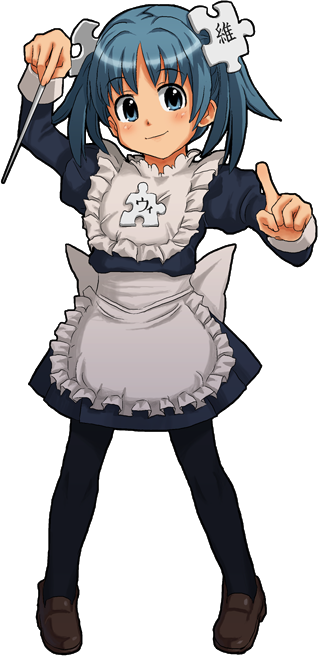
위키페탄은 위키백과를 모에화한 것이다.

모에화(萌え化 모에카[*]) 또는 모에 의인화(일본어: 萌え擬人化 모에 기진카[*])는 애니메이션 및 만화에서 모에 요소들이 인간이 아닌 물체, 개념, 현상 등에게 주어지는 형태의 의인화이다. 일반적인 의인화와는 약간 다르게, 이 경우 일반적으로 다수의 사람들에게 호응을 얻을 수 있는 모습 등을 이끌어 내기 위해 인간의 형태를 가지면서도, 소년·소녀나 미형의 모습을 가지는 경우가 많다. 모에 요소들에 더해, 모에화는 의인화 이전의 대상을 모습을 강조하기 위한 장신구들도 포함한다. 여기에서의 인물들은, 주로 코스프레 형식으로, 무생물 및 상품을 표현하기 위해 그려진다. 모에화는 (종종 풍자적인 의미에서의)인물의 성격과 여러 대상을 작위적으로 귀엽게 만드는 데에서 유머를 준다.
모에화는 오타쿠 문화 내에서 매우 흔하다. 많은 모에 의인화들이 동인 활동에서 시작되었다. 이들은 초기 2채널이나 후타바☆채널 등 일본의 인터넷 포럼들에서의 토론의 결과로서 만들어졌다. 모에화 유행은 동인 서클들과 애니메이션 및 만화에서 무생물이 의인화된 등장인물들이 나오면서 확산되었다.

## 종류

### 동물

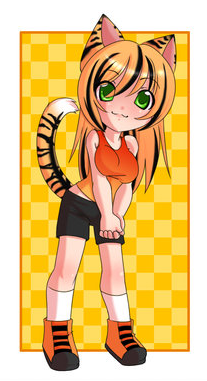
동물의 귀와 꼬리를 한 "동물귀" 인물.

미소녀 또는 미소년 형태의, 동물의 귀나 꼬리 등을 한 등장인물들은 "동물귀"로 분류된다. 여기서는 고양이귀가 가장 흔하나, 토끼, 여우, 개 등의 형태도 많이 나타난다. 동물귀 인물들은 보통 동물의 특성이 더해진 부분 이외에는 사람의 형태를 띤다. 이러한 인물들이 나타나는 시리즈로는, 실제 동물들부터 미확인 동물들과 전설의 생물들까지의, 수많은 동물들을 소녀의 모습으로 의인화한 케모노 프렌즈 등이 있다.
- 《고키차》: 루이 다마치(るい・たまち)의 만화 작품. 바퀴벌레의 의인화.
- 《에토타마》: 십이지의 의인화.
- 《침략! 오징어 소녀》: 해양 생물의 의인화라는 발상에서 나온 안베 마사히로(安部真弘)의 만화 작품.
- 《우마무스메 프리티 더비》: 경주마를 의인화한 일본의 비디오 게임.

### 컴퓨터
컴퓨터 분야의 요소들을 모에 요소들으로 바꾸는 인터넷 밈은, 아이맥 걸(1998년) 및 쵸비츠(2001년)의 선례에도 불구하고, 인터넷 익스플로러의 종료 버튼을 의인화한 시타케쨩(しいたけちゃん)이 최초라고 할 수 있다. 시타케쨩은 2001년 2채널에서 누군가 종료 버튼을 표고(シイタケ)로 보았다고 주장한 것에서 시작되었다. 마이크로소프트 사가 일본에서 윈도우 7을 출시했을 때, 해당 운영 체제를 "마도베 나나미"로 의인화하여 미즈키 나나가 성우로 등장한 테마 팩도 출시되었다. 마이크로소프트 사는 또한 일본에서 윈도우 8을 홍보하기 위해 두 소녀 "마도베 유"와 "마도베 아이"로 의인화했다. OS탄이 만들어진 이후, 다른 소프트웨어들과 웹사이트들도 의인화되었다. 예를 들어, 위키백과는 독자적으로 "위키페탄"을 두고 있으며, 모질라에서는 "모에질라(Moezilla)"를 두고 있다. 2010년, 픽시브에서 "shinia"로 활동하는 중화민국의 삽화가가 마이크로소프트 실버라이트를 의인화한 아이자와 히카루(藍澤光)를 만들어, 중화민국 마이크로소프트에서 공식 홍보되었다. 2013년, 싱가포르 마이크로소프트는 인터넷 익스플로러의 마스코트로서 아이자와 이노리(藍澤祈)를 두게 되었다. 만화 푸른 세계의 중심에서(蒼い世界の中心で) 시리즈에서는 컴퓨터 게임들을 의인화한 등장인물들이 등장한다. 이 시리즈는 소닉 더 헤지호그, 슈퍼 마리오, 테트리스 등의 비디오 게임들을 기반으로 한다. 세가 하드 걸즈(セガ・ハード・ガールズ)에서는 세가 게임스 사의 비디오 게임기들이 의인화되었다.

### 국가
국가 의인화와 함께, 여러 국가들의 모에화도 이루어지고 있다. 예를 들어, 일본의 니혼쨩, 아프가니스탄의 아후가니스탄이 있다—둘 모두 일본에서 웹 만화로 만들어졌다. 더 나아가, 제1차 세계 대전 및 제2차 세계 대전 참전국들을 소년들으로 묘사한 히마루야 히데카즈의 헤타리아 Axis Powers도 있다. 2010년, 2채널에서는 중화인민공화국의 일본인 비하 속어인 르번구이쯔를 의인화한 히노모토 오니코를 만들었다. 이는 중화인민공화국의 인터넷상에서 커지는 반일 감정에 대한 반응으로서 2채널에서 만들어졌으며, 이후 일본의 인터넷 이미지보드들 및 포럼들에서 인터넷 밈이 되었다. 르번구이쯔를 일본어의 한자 발음으로 읽으면 일본어로 여성 이름이 되므로, 이는 기모노 복장에 뿔과 일본도를 착용한 여성으로 묘사된다. 2015년, 인터넷 유저들이 이라크·시리아 이슬람 국가(The Islamic State of Iraq and Syria, ISIS)를 모에 의인화한 ISIS짱을 만들었다. 그녀의 이미지들은 어나니머스에 의해 ISIS의 온라인 선전을 희석하기 위해 사용되었다.

### 지역
47개 도도부현을 모에화한 모에지리(もえちり!)가 알려져 있다. 이후 출시된 마법 소녀 대전은 47 도도부 현을 '마법 소녀'에 의인화하는 크로스 미디어 프로젝트이다. 의인화시에는 pixiv에 의한 캐릭터 디자인의 일반 공모를 해 3000 건 이상 게시, 스마트폰 게임이 시작되고 있다. 마법 소녀 대전의 전단지에서, PS Vita 버전과 애니메이션 버전 정보가 게재되어 있었다.
 

### 무기
메카무스메(メカ娘)는 화기, 전차, 군함, 항공기, 미사일 등의 군사 병기들을 의인화한 것이다. 이 중 제2차 세계 대전 병기들이 유명하다; 이 병기들의 메카무스메 피규어들이 발매되어오고 있다. 스트라이크 위치스와 함대 컬렉션은 군사 병기들의 모에 의인화에 기반한 유명 작품들이다.
- 도검난무 - 도검을 남성으로 의인화한 등장인물들이 나온다.
- 벽람항로 - 군함의 의인화.
- 소녀전선 - 총의 의인화.

### 기타

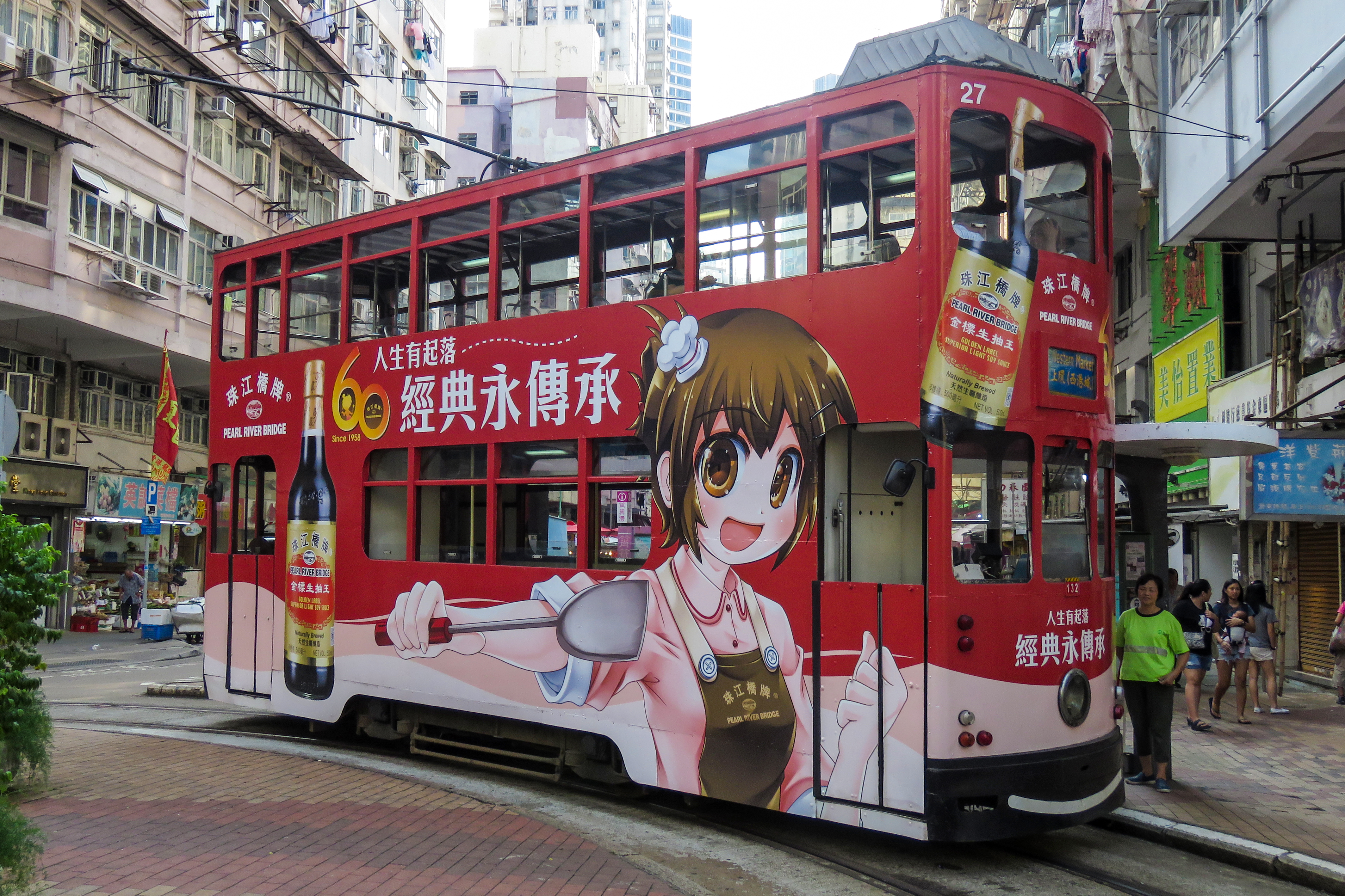
홍콩 트램의 지역 간장 제품 모에 의인화 도장

법전쟁 포기를 규정하는 일본국 헌법 제9조같은 일본국 헌법 조항들도 모에 의인화되었다.
음식라이트 노벨 아키칸!에서는 마법을 통해 소녀로 변한 음료수 캔들이 등장한다.
지층달이 내린 산기슭 - 조선 누층군 흥월리층(와곡층)을 모에화한 정령 소녀 '월리'가 등장한다.

## 같이 보기
- 의인화
- 여체화
- 모에